# Bitches Brew
Bitches Brew es un disco del trompetista de jazz Miles Davis, editado en 1970 por Columbia-CBS en el que, por primera vez, utiliza de forma extensiva instrumentos eléctricos y estructuras rítmicas y armónicas relacionadas con el rock, conceptos que ya había esbozado en su anterior álbum In A Silent Way
Para muchos autores, es el disco fundacional de lo que se ha venido a llamar jazz rock y uno de los álbumes más rupturistas de Davis. Fue el primer disco de oro de Davis, y vendió más de un millón de copias.
Las grabaciones comenzaron el 18 de agosto de 1969, con la intención de recrear las jam sessions sin ataduras que se realizaban en el Electric Ladyland, improvisando de forma continua, con ideas del jazz modal, del free jazz y de la música indoarábiga.
En el 2020, la revista Rolling Stone posicionó el álbum en el puesto 87 de su lista de los 500 mejores álbumes de todos los tiempos.

## Músicos
El disco se grabó con un grupo de jóvenes músicos, con una formación inusual en el mundo del jazz. El listado completo de músicos es el siguiente:
- Miles Davis - trompeta
- Wayne Shorter - saxo soprano
- Bennie Maupin - clarinete bajo
- Chick Corea, Joe Zawinul y Larry Young - piano eléctrico
- John McLaughlin - guitarra eléctrica
- Dave Holland - contrabajo
- Harvey Brooks - bajo eléctrico
- Jack DeJohnette, Lenny White y Don Alias - baterías
- Juma Santos - percusión (aparece acreditado como Jim Riley)

## Temas
Se publicó originalmente como un disco doble, en vinilo, con los siguientes temas:
- Disco 1

- Cara A)  "Pharoah's Dance" (Zawinul)  20:07
- Cara B)  "Bitches Brew"  (Davis)  27:00

- Disco 2

- Cara C)  "Spanish Key"  (Davis)  17:30

"John McLaughlin"  (Davis)  4:23
- Cara D)  "Miles runs the voodoo down"  (Davis)  14:03

"Sanctuary"  (Shorter)  10:54

## Créditos técnicos
La producción correspondió a Teo Macero, con Stan Tonkel y Ray Moore como técnicos de sonido. El diseño de la portada corrió por cuenta de Mati Klarwein (que diseñó también el Abraxas de Santana) y John Berg (que diseñó algunos de los discos de Blood, Sweat & Tears). Los textos del interior fueron aportados por Ralph J. Gleason.